# ساگیناو، میسوری
ساگیناو (به انگلیسی: Saginaw) یک روستا (ایالات متحده آمریکا) در ایالات متحده آمریکا است که در شهرستان نیوتون، میزوری واقع شده‌است.
 ساگیناو ۲٫۱۴ کیلومتر مربع مساحت و ۲۹۷ نفر جمعیت دارد و ۲۸۷ متر بالاتر از سطح دریا واقع شده‌است.